# 江海街道 (广州市)
江海街道是中国广东省广州市海珠区下辖的一个街道，始设于1999年。辖区总面积5.3平方公里，下辖24个社区，常住人口6.47万人，外来人口近10万人。

## 行政区划
江海街道（办事处驻：海珠区广州大道南835号 ）下辖17个居委会：
- 金穗居委（办事处驻：广州大道南897号103房）
- 桂田南居委（办事处驻：敦和路138号地下）
- 桂田北居委（办事处驻：桂田南约大街12号）
- 金影居委（办事处驻：艺苑南路246号一楼）
- 江贝居委（办事处驻：艺苑南路266号一楼下）
- 敦和居委（办事处驻：敦和路282号）
- 大塘居委（办事处驻：大塘村西华大街38号）
- 金丰居委（办事处驻：赤岗路181号地下）
- 聚德西居委（办事处驻：聚德路38号（46栋）104房）
- 聚德东居委（办事处驻：聚德中街1号首层）
- 坚真居委（办事处驻：聚德南路利和街16号一楼）
- 新村居委（办事处驻：新村景南一巷2号）
- 富文居委（办事处驻：新村紫菀路88号）
- 新安居委（办事处驻：新安街7号103）
- 台涌居委（办事处驻：台涌新街一巷一号3楼）
- 石榴岗村居委（办事处驻：石榴岗村东大街九巷1号2楼）
- 石榴岗居委（办事处驻：石榴岗106号大院）